# Dougie Hamilton
Douglas Jonathan Hamilton, född 17 juni 1993, är en kanadensisk professionell ishockeyspelare som spelar för New Jersey Devils i National Hockey League (NHL). Han har tidigare spelat för Boston Bruins, Calgary Flames och Carolina Hurricanes. Bruins draftade honom i första rundan som nionde totalt vid NHL Entry Draft 2011.

## Spelarkarriär
Hamilton draftades i första rundan i 2011 års draft av Boston Bruins som nionde spelare totalt.
Boston tradade honom till Calgary Flames under NHL-draften 2015, i utbyte mot 15:e valet i första rundan 2015, och 45:e valet i andra rundan samma år.
Den 23 juni, under NHL-draften 2018, blev han tillsammans med Micheal Ferland och Adam Fox tradad till Carolina Hurricanes, i utbyte mot Noah Hanifin och Elias Lindholm.

## Statistik

### Klubbkarriär
| 2008–09    | St. Catharines Falcons AAA | SCT U16    | 67  | 20  | 33  | 53  | 26  | —  | — | —  | —  | —  |
| 2009–10    | Niagara IceDogs            | OHL        | 64  | 3   | 13  | 16  | 36  | 5  | 0 | 1  | 1  | 4  |
| 2010–11    | Niagara IceDogs            | OHL        | 67  | 12  | 46  | 58  | 77  | 14 | 4 | 12 | 16 | 16 |
| 2011–12    | Niagara IceDogs            | OHL        | 50  | 17  | 55  | 72  | 47  | 20 | 5 | 18 | 23 | 16 |
| 2012–13    | Niagara IceDogs            | OHL        | 32  | 8   | 33  | 41  | 32  | —  | — | —  | —  | —  |
| 2012–13    | Boston Bruins              | NHL        | 42  | 5   | 11  | 16  | 14  | 7  | 0 | 3  | 3  | 0  |
| 2013–14    | Boston Bruins              | NHL        | 64  | 7   | 18  | 25  | 40  | 12 | 2 | 5  | 7  | 14 |
| 2014–15    | Boston Bruins              | NHL        | 72  | 10  | 32  | 42  | 41  | —  | — | —  | —  | —  |
| 2015–16    | Calgary Flames             | NHL        | 82  | 12  | 31  | 43  | 46  | —  | — | —  | —  | —  |
| 2016–17    | Calgary Flames             | NHL        | 81  | 13  | 37  | 50  | 64  | 4  | 0 | 1  | 1  | 8  |
| 2017–18    | Calgary Flames             | NHL        | 82  | 17  | 27  | 44  | 64  | —  | — | —  | —  | —  |
| 2018–19    | Carolina Hurricanes        | NHL        | 82  | 18  | 21  | 39  | 54  | 15 | 3 | 4  | 7  | 10 |
| 2019–20    | Carolina Hurricanes        | NHL        | 47  | 14  | 26  | 40  | 32  | 5  | 1 | 1  | 2  | 4  |
| 2020–21    | Carolina Hurricanes        | NHL        | 55  | 10  | 32  | 42  | 35  | 11 | 2 | 3  | 5  | 12 |
| 2021–22    | New Jersey Devils          | NHL        | 62  | 9   | 21  | 30  | 34  | —  | — | —  | —  | —  |
| 2022–23    | New Jersey Devils          | NHL        | 82  | 22  | 52  | 74  | 50  | 12 | 1 | 3  | 4  | 2  |
| 2023–24    | New Jersey Devils          | NHL        | 20  | 5   | 11  | 16  | 20  | —  | — | —  | —  | —  |
| 2024–25    | New Jersey Devils          | NHL        | 64  | 9   | 31  | 40  | 30  | 5  | 0 | 2  | 2  | 6  |
| NHL totalt | NHL totalt                 | NHL totalt | 835 | 151 | 350 | 501 | 524 | 71 | 9 | 22 | 31 | 56 |

### Internationellt
| År            | Lag            | Turnering     | Resultat      |    | Matcher | Mål | Assist | Poäng | Utv |
| ------------- | -------------- | ------------- | ------------- | -- | ------- | --- | ------ | ----- | --- |
| 2010          | Canada Ontario | U17           | 2             | 6  | 0       | 1   | 1      | 0     |     |
| 2010          | Kanada         | IH18          | 1             | 5  | 1       | 2   | 3      | 2     |     |
| 2012          | Kanada         | JVM           | 3             | 6  | 2       | 4   | 6      | 6     |     |
| 2013          | Kanada         | JVM           | 4:a           | 6  | 1       | 1   | 2      | 0     |     |
| Junior totalt | Junior totalt  | Junior totalt | Junior totalt | 23 | 4       | 8   | 12     | 8     |     |

## Privatliv
Dougie Hamilton är son till Doug Hamilton, som vann bronsmedalj i scullerfyra i rodd vid de olympiska sommarspelen 1984, och yngre bror till Freddie Hamilton, som spelade i NHL.